# Cheliosea xanthotypa
Cheliosea xanthotypa är en fjärilsart som beskrevs av Turner 1940. Cheliosea xanthotypa ingår i släktet Cheliosea och familjen björnspinnare. Inga underarter finns listade i Catalogue of Life.